# Wilhelm Schemmel

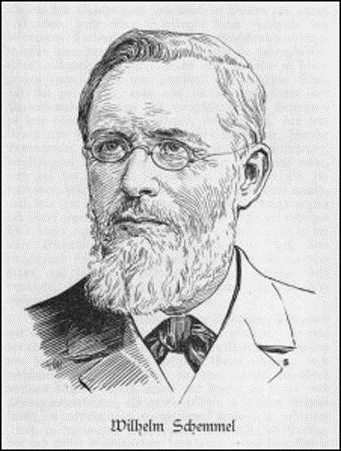
Wilhelm Schemmel

Wilhelm Ludwig August Schemmel (* 21. August 1839 in Unterwüsten; † 18. November 1909 in Detmold) war ein lippischer Gutsbesitzer und Landtagsabgeordneter.

## Leben
Wilhelm Schemmel war der Sohn und das einzige Kind des Gutsbesitzers Philip Wilhelm Schemmel und dessen Frau Wilhelmine Louise (geborene Meierjobst) aus Unterwüsten.
Schemmel besuchte das Gymnasium in Gütersloh. Einer seiner Mitschüler war der spätere Reichstagspräsident Graf Udo zu Stolberg-Wernigerode.
Am 18. November 1864 heiratete Schemmel Emilie Klocke (* 23. Juni 1842; † 5. September 1872, begraben auf dem Wüstener Friedhof) und erwarb mit ihr das Gut Röntorf in Hohenhausen. Sie hatten zwei Töchter, von denen eine bereits im Kleinkindalter verstarb. Nach dem Tod seines Vaters zog er 1881 auf das elterliche Gut in Unterwüsten.
Hier war er einige Jahre als Gemeindevorsteher tätig.
Im Januar 1871 legten die meisten lippischen Landtagsabgeordneten ihre Ämter nieder. Es war zu keiner Einigung über ein neues Wahlgesetz gekommen und verschiedene Missstände, darunter der durch Franz Hausmann von der Deutschen Fortschrittspartei geleitete Widerstand gegen das Jagdprivileg der Landesherren, führten zur Auflösung des Landtags. In einer durch Adalbert von Flottwell einberufenen Notabelnversammlung im Jahr 1872 tauchte erstmals Wilhelm Schemmel als Mitglied der Konservativen Partei auf der politischen Bühne auf. Die Konservativen setzten sich für die Monarchie und das Christentum ein. Erst nach dem Tod des lippischen Fürsten Leopold III. konnte dessen Nachfolger Woldemar Anfang 1876 einen Landtag einberufen, dessen einzige Aufgabe es war, ein neues Wahlgesetz zu beschließen. An der Ausarbeitung des Gesetzes arbeitete auch Wilhelm Schemmel mit. Im Oktober/November desselben Jahres fanden Wahlen statt, bei denen Wilhelm Schemmel in den Landtag gewählt wurde.
Er wurde auch bei den nachfolgenden Landtagswahlen (1880, 1884, 1888, 1892, 1896, 1900, 1904, 1908) stets bestätigt und gehörte damit dem Landtag bis zu seinem Tod an.